# Acraea addenda
Acraea addenda är en fjärilsart som beskrevs av Abel Dufrane 1945. Acraea addenda ingår i släktet Acraea och familjen praktfjärilar. Inga underarter finns listade i Catalogue of Life.